# バトルαソクラテス パーティ&party!
『バトルαソクラテス パーティ&party!』（バトルアルファソクラテス パーティアンドパーティ）は、2013年6月20日公開の映画。主演には、2000年ホリプロ「21世紀ムービースターオーディション」で準グランプリの石垣佑磨を起用。また、内田眞由美（AKB48）や、人気お笑いコンビTKOの木本武宏と木下隆行を起用。またオーディションにて多くの新人を抜擢している。

## 登場人物

### 主要人物
- 風間亮　　　　　　　演-石垣佑磨
- 羽村哲子　　　　　　演-内田眞由美（AKB48）
- 都立西多摩高校校長　演-大島さと子
- 中場利和　　　　　　演-木本武宏（TKO）
- ドジギ（中松俊樹）　演-木下隆行（TKO）
- 水村正樹　　　　　　演-阿諏訪泰義（うしろシティ）
- 小泉木奈　　　　　　演-上林英代
- ダガシ（友田隆司）　演-菊池勇輝
- 岸田晴子　　　　　　演-山本博子
- 成田満夫　　　　　　演-阪口拓嗣
- 大原深雪　　　　　　演-岩田陽葵
- 小林邦男　　　　　　演-細川学
- 野村貴志　　　　　　演-原雅
- 山田秀樹　　　　　　演-吉成将

### その他
山﨑二千愛　鳥山拓哉　柳愛美　中村文香　八巻由衣　新見篤史　橘歩惟　深澤しほ　岩口江穂　土橋真人　栗原匠　渡辺晋　久保田彩美　提坂拓弥　横須賀泰希　米山達登　鈴木玲央　笹岡友哉　和田彩香　堀丞　菊地佑弥

### その他 ②
主題歌「この空の下」
作詞：加藤優香、作曲：HAL、編曲：Jimmy Page、歌：加藤優香

## スタッフ
- 製作 - 神品信市
- エグゼブティブプロデューサー - 神品信市
- プロデューサー - 山村淳史
- 脚本 - 加藤文明
- 監督 - 加藤文明
- 助監督 - 佃謙介
- 音楽プロデューサー - HAL
- 音楽ディレクター - TOSIMITSU
- 撮影 - 小山田勝治
- 録音 - 高島良太
- スチール - 田中孝之介　池田栄次
- 製作チーフディレクター - 西村克也
- 製作ディレクター - 愛澤元重　長岡真央　下山悠歌　梶村剛史　奥村伸也
- 製作企画担当 - 平野真也　劔持岳　倉沢寛之　加藤聡　山多裕生
- 制作協力 - 株式会社T-REX FILM
- 製作 - ミライ・ピクチャーズ・ジャパン
- 配給 - 株式会社MIRAI

## DVD
2015年12月発売予定。発売元はマジカル
- スタンダード・エディション （DVD1枚組）
  - 映像特典は「劇場予告編・メイキング」「製作発表・インタビュー・対談」

## 関連商品
- パンフレット・ポスター・台本（2012年9月9日より発売、MIRAI）

## その他
2012年3月の撮影時点で、本作「バトルαソクラテス　パーティ＆party!」はトワイライトファイルシリーズ26作目（MIRAI PICTURES JAPAN）となる。トワイライトファイルシリーズは、新進気鋭の監督、注目の監督が描く作品を旬のキャスト、ベテランや新人キャストで贈る作品で構成されている。
これまでに蒼井優、満島ひかり、遠藤憲一、和泉元彌、宅麻伸、原田大二郎、赤井英和、いしだ壱成などの実力派俳優をはじめ、小倉優子、島崎和歌子、パパイヤ鈴木、安座間美優（モデル）などの個性あるタレント、そして異色ではクリス松村、蝶野正洋（プロレス）、重盛さと美、原口あきまさ（ものまね）、藤波辰巳（プロレス）、はなわ（芸人）、大仁田厚などが出演している。
本作は2000年ホリプロ「21世紀ムービースターオーディション」で準グランプリを受賞し芸能界デビューした石垣佑磨が主演として出演。また、国民的アイドルグループAKB48から「19thシングル選抜じゃんけん大会」で初のセンターを獲得した内田眞由美や、人気お笑いコンビTKOの木本武宏と木下隆行をプロデューサーの神品信市がキャスティングしている。

## 加盟団体
- 日本アカデミー賞協会　賛助会員（加盟名義／株式会社MIRAI）
- 協同組合日本映画製作者協会（加盟名義／株式会社MIRAI） - ウェイバックマシン（2003年12月4日アーカイブ分）